# دايفيد برايس
دايفيد برايس (بالإنجليزية: David Price) (و. 1985  م) هو لاعب كرة قاعدة، وكاتب سيناريو، من الولايات المتحدة، ولد في مورفريسبورو، يلعب كمرسل مطلق ‏.

## التعليم
تعلم في جامعة فاندربيلت.

## جوائز
حصل على جوائز منها:
- Cy Young Award [الإنجليزية]‏ (2012).

## وصلات خارجية
- دايفيد برايس على موقع دوري كرة القاعدة الرئيسي (الإنجليزية)
- دايفيد برايس على موقعبيزبول رفرنس.كوم (الدوري الرئيسي) (الإنجليزية)
- دايفيد برايس على موقعبيزبول رفرنس.كوم (الدوري الثانوي) (الإنجليزية)
- دايفيد برايس على موقع إي إس بي إن.كوم (أم.أل.بي) (الإنجليزية)
- دايفيد برايس على موقع مشجعي الرسوم البيانية (الإنجليزية)

- دايفيد برايس على موقع IMDb (الإنجليزية)